# Jean-Claude Killy
Jean-Claude Killy, född 30 augusti 1943 i Saint-Cloud i Frankrike, är en fransk före detta alpin skidåkare.
Killy föddes i Saint-Cloud, men växte upp i Val d'Isère. Killy vann samtliga tre guldmedaljer (slalom, storslalom samt störtlopp – de enda grenar som fanns före introduktionen av super-G på 1980-talet) vid Olympiska vinterspelen 1968. Dessutom vann han totalsegern i världscupen 1967 och 1968. Efter sitt internationella genombrott flyttade han 1969 till Genève i Schweiz. 
Killy introducerade en bred benställning i störtlopp, vilket därefter blivit standard. 